# Koła Młodzieży Wojskowej
Koła Młodzieży Wojskowej (KMW) - organizacja młodzieżowa, powołana 30 lipca 1958, rozkazem Ministra Obrony Narodowej, Mariana Spychalskiego zastąpiła istniejące wcześniej koła Związku Młodzieży Polskiej w jednostkach wojskowych.

## Historia

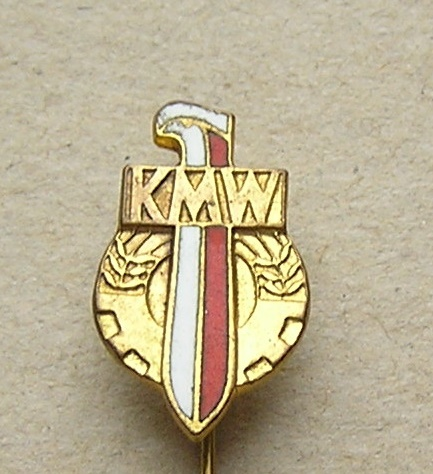
Odznaka KMW - złota

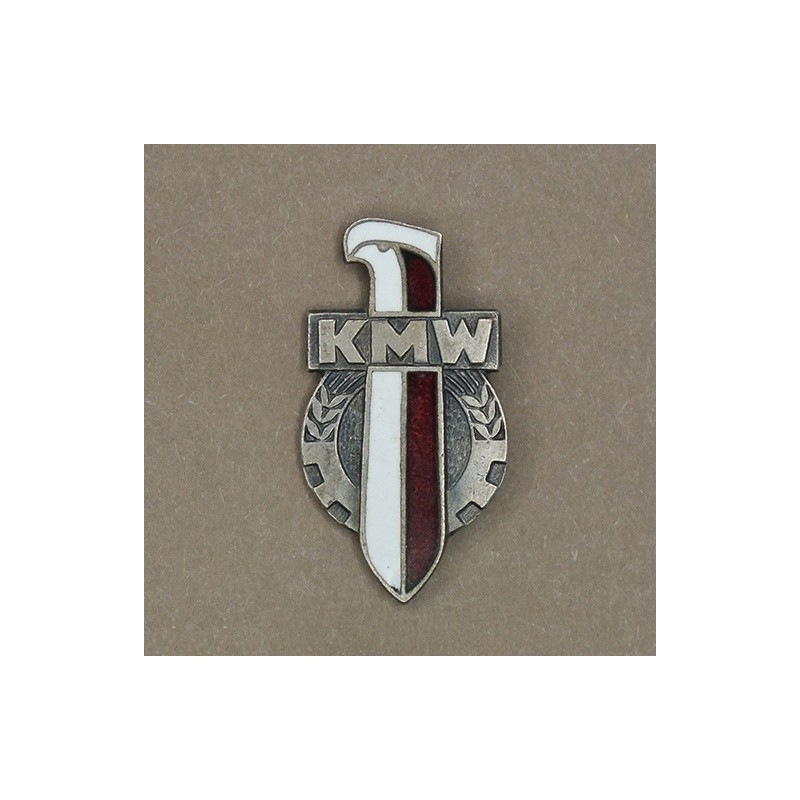
Odznaka Koła Młodzieży Wojskowej

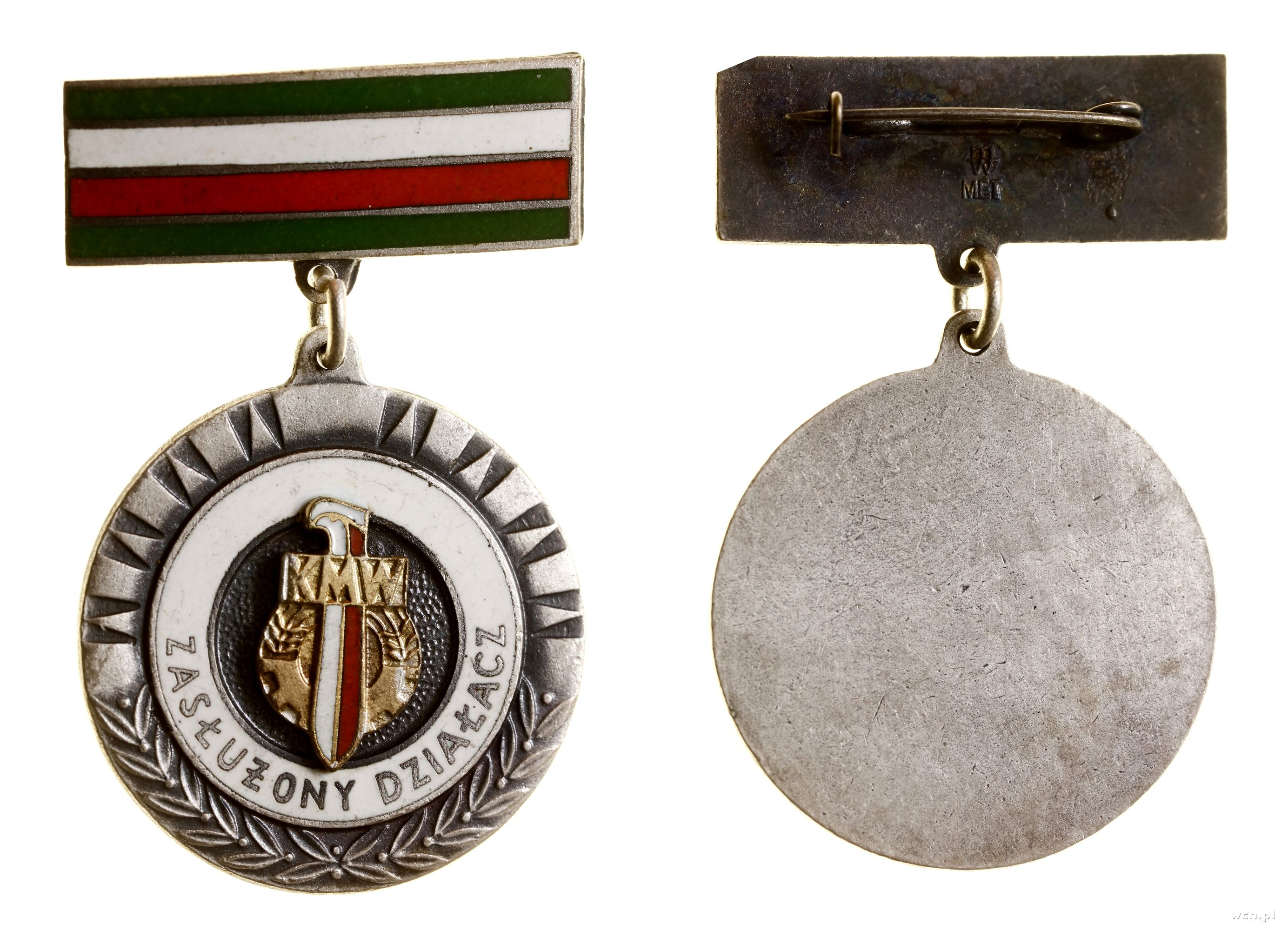
Medal - Zasłużony działacz KMW

Koła Młodzieży Wojskowej (KMW), skupiały żołnierzy WP, którzy przed rozpoczęciem służby wojskowej byli członkami ZMS, ZMW, ZSP lub instruktorami ZHP. Prowadziły szkolenie ideologiczne, organizowały zajęcia kulturalno - oświatowe. W dniu 5 marca 1973 w wyniku działań zmierzających do unifikacji organizacji młodzieżowych istniejących w PRL, zmieniono nazwę Koła Młodzieży Wojskowej na Socjalistyczny Związek Młodzieży Wojskowej i włączono w skład Federacji Socjalistycznych Związków Młodzieży Polskiej. W 1976  Socjalistyczny Związek Młodzieży Wojskowej został scalony z innymi organizacjami młodzieży socjalistycznej wchodzącymi w skład Federacji Socjalistycznych Związków Młodzieży Polskiej w Związek Socjalistycznej Młodzieży Polskiej i przestał istnieć jako struktura samodzielna
Żołnierze nosili znaczek organizacyjny tylko na mundurze wyjściowym. W wojskach lądowych, lotniczych i obrony powietrznej kraju nosili znaczek organizacji na klapie prawej górnej kieszeni kurtki mundurowej, na bluzach marynarskich 1 cm nad odznaką np. „Wzorowego Marynarza” lub „Wzorowego Kierowcy”, czy też odznaką absolwenta szkoły (kursu) (zobacz „zasady noszenia oznak wojskowych na umundurowaniu galowym”).